# هورلیکس
هورلیکس یک پودر نوشیدنی داغ شیر مالت دار شیرین بریتانیایی است که توسط بنیانگذاران جیمز و ویلیام هورلیک ساخته شده است. این اولین بار به عنوان «غذای نوزادان و معلولان هورلیک» فروخته شد و به زودی «سالخوردگان و مسافران» را به برچسب خود اضافه کرد. در اوایل قرن بیستم، به عنوان یک مخلوط نوشیدنی پودری جایگزین وعده غذایی فروخته می‌شد.

## ترکیبات
ماده اصلی در فرمولاسیون انگلیسی مخلوطی از آرد گندم و مالت گندم (۴۶٪) و پس از آن مالت جو (۲۶٪) است. از سال ۲۰۱۹، مواد دیگری شامل پودر آب پنیر، کربنات کلسیم، شیر خشک بدون چربی، شکر، روغن پالم، نمک، ماده ضد کلوخه (E551) و مخلوطی از ویتامین‌ها و مواد معدنی به مواد اصلی اضافه شده است. روغن پالم استفاده شده غیرهیدروژنه است و توسط میزگرد روغن پالم پایدار تأیید شده است. فرمول ممکن است بسته به کشور کمی متفاوت باشد. به عنوان مثال، فرمول هندی حاوی روغن نبوده، اما حاوی پروتئین سویا ایزوله است.